# Domenico Porzio
Domenico Porzio (Taranto, 3 novembre 1921 – Cortina d'Ampezzo, 15 agosto 1990) è stato un giornalista, critico letterario, critico d'arte, traduttore e poeta italiano.

## Biografia

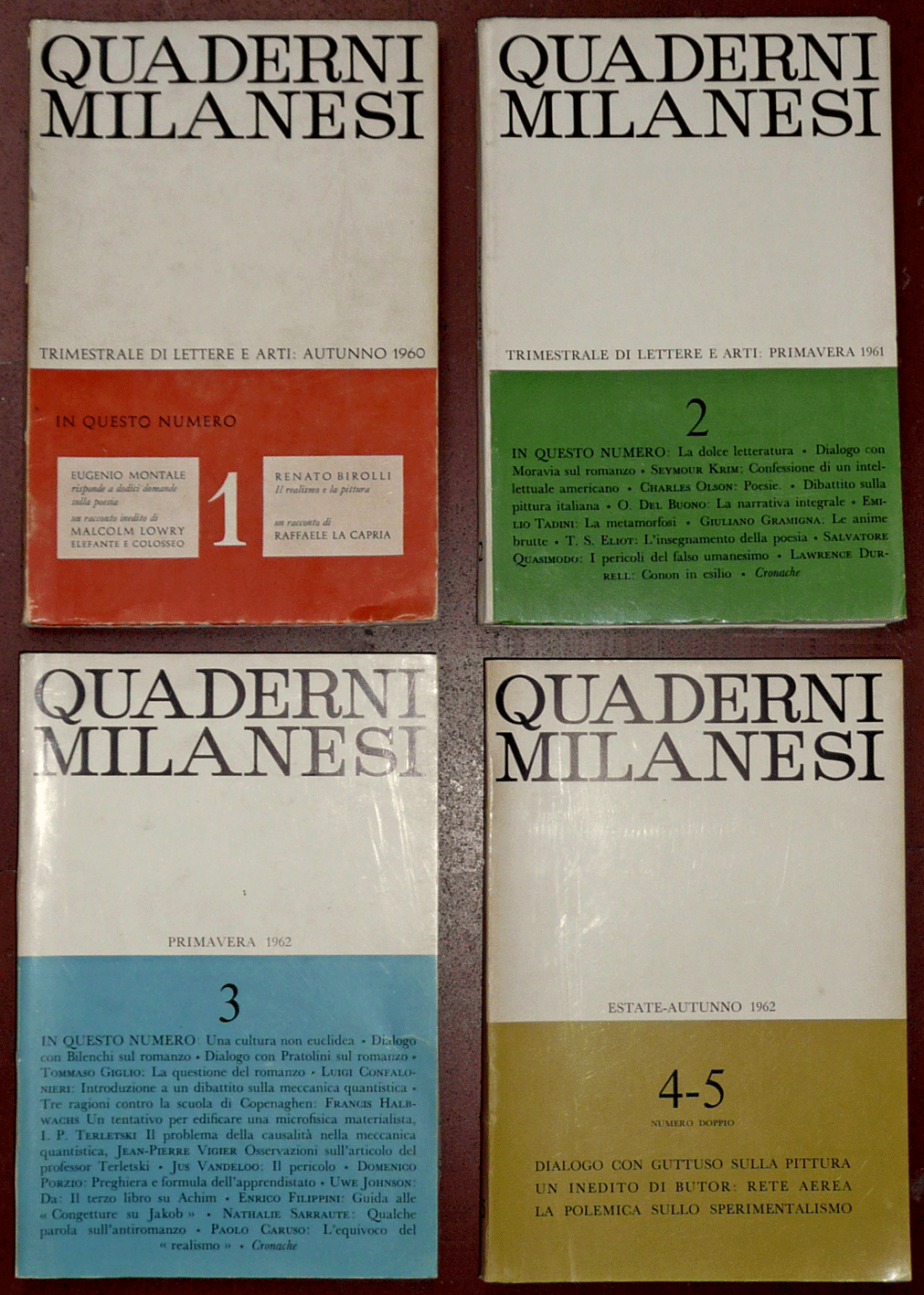
Quaderni Milanesi, rivista fondata da Porzio, Oreste Del Buono, Tomaso Gillio e Giuseppe Ajmone

Nato a Taranto da famiglia napoletana, conseguì poi a Milano la laurea in Medicina. Si dedicò successivamente all'attività di giornalista e scrittore, collaborando con svariate riviste, tra cui Oggi, Epoca e Panorama. Fu anche critico letterario e d'arte, alternando l'attività di scrittore e giornalista con il lavoro editoriale presso Arnoldo Mondadori Editore e Rizzoli, contribuendo a far conoscere numerosi scrittori italiani e stranieri. Fondò la casa editrice "Edizioni di Uomo", insieme a Oreste Del Buono e Marco Valsecchi.
Studioso e traduttore di Jorge Luis Borges, ne curò l'edizione italiana delle opere nella collana de I Meridiani. Scrisse, oltre a un saggio monografico sullo scrittore argentino, diverse opere, tra cui Elogio della libertà, Incontri e scontri col Cristo, La provocazione, Chiamatelo Cristoforo Colombo, Vangelo secondo Borges, Conoscere Picasso, Con Montale a Stoccolma e le conversazioni con Leonardo Sciascia, Fuoco dell'anima, edite postume nel 1992. Muore improvvisamente a Ferragosto 1990, a Cortina d'Ampezzo.